# Computación urbana
La Computación urbana es un campo emergente de estudio que se centra en el uso de la tecnología en ambientes públicos como las ciudades, parques, bosques y los suburbios. También estudia la interacción entre los humanos y estos entornos, que se está convirtiendo en algo muy común gracias a los teléfonos inteligentes y la computación en movilidad, que extiende el ámbito de acción de los dispositivos informáticos más allá del hogar y la oficina.